# فيشورن
فيشورن (بالإنجليزية: Weisshorn)‏ هو أحد جبال سلسلة جبال الألب بينيني ويقع في كانتون فاليز في سويسرا. يحتل المرتبة رقم 4 في قائمة جبال سويسرا من حيث الارتفاع، إذ يبلغ ارتفاعه حوالي 4506 متر، بينما يبلغ ارتفاع نتوء الجبل 1235 متر، هذا وقد سجل أول وصول لقمة الجبل عام 1861.

## أعلام
- جورج فينكلر